# Tomarovka
Tomarovka è una cittadina della Russia europea sudoccidentale, situata nella oblast' di Belgorod; appartiene amministrativamente al rajon Jakovlevskij.
Si trova nella parte orientale della oblast', sulle sponde della Vorskla (bacino idrografico del Dnepr).